# Comté de Schuylkill
Le comté de Schuylkill est un comté américain de l'État de Pennsylvanie. Au recensement de 2020, le comté compte 143 049 habitants. Il a été créé le 1er mars 1811 à partir des comtés de Berks et de Northampton. Il tire son nom de la rivière Schuylkill, qui y prend sa source. Le comté se situe au cœur de la région du charbon (en). Le siège du comté se situe à Pottsville.

## Démographie
| Groupe            | Comté de Schuylkill | Pennsylvanie | États-Unis |
| ----------------- | ------------------- | ------------ | ---------- |
| Blancs            | 88,2                | 73,5         | 58         |
| Latino-Américains | 5,6                 | 8,1          | 19         |
| Afro-Américains   | 3                   | 10,5         | 12,1       |
| Asiatiques        | 0,5                 | 3,4          | 6,2        |
| Métis             | 2,4                 | 3,3          | 4,1        |
| Autres            | 0,2                 | 0,4          | 0,5        |
| Amérindiens       | 0,1                 | 0,1          | 0,9        |
| Océano-américains | 0,01                | 0,02         | 0,2        |
| Total             | 100                 | 100          | 100        |

## Photos

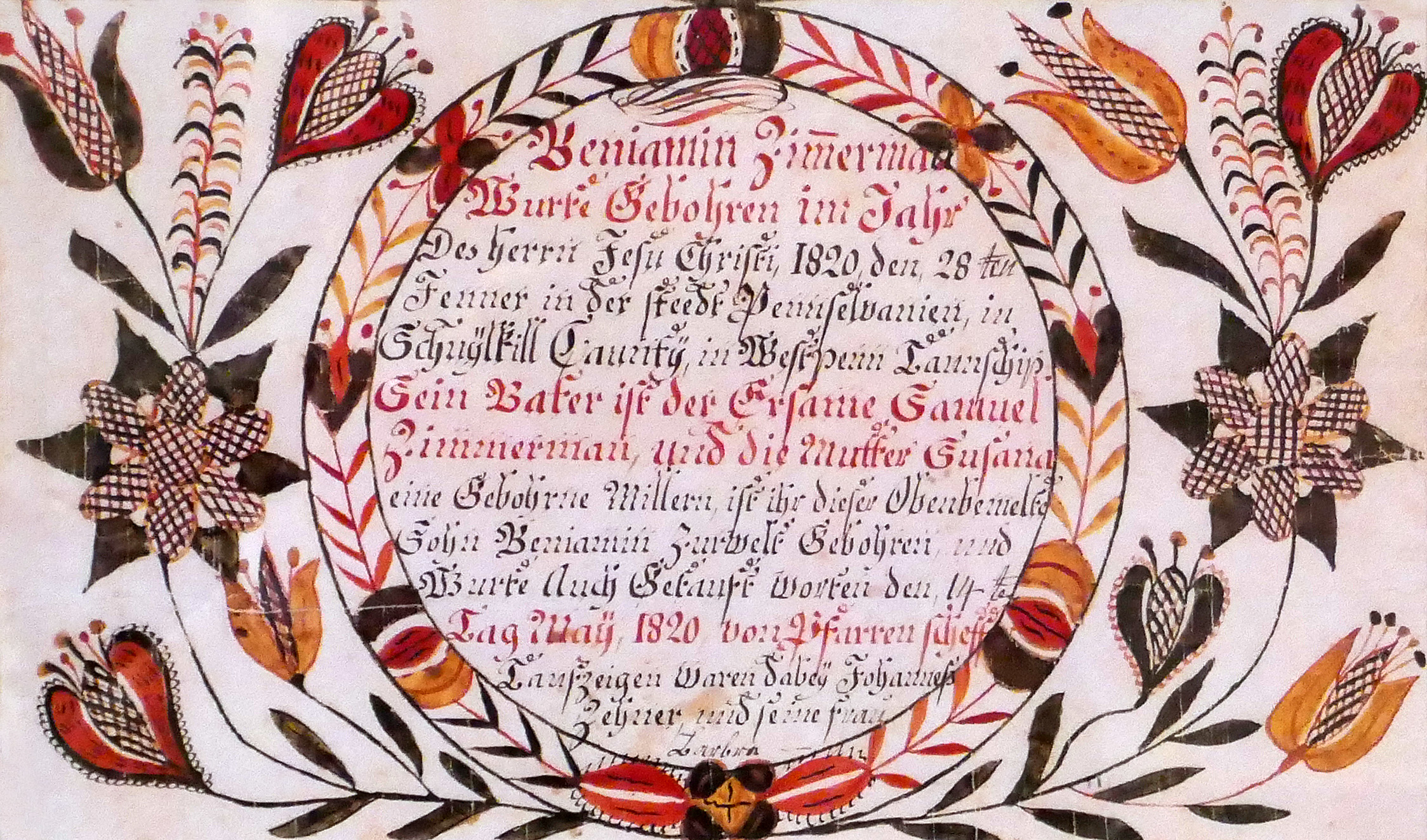
Lettre de baptême, décorée selon la tradition germanique, d'un enfant d'origine alsacienne, né dans le comté de Schuylkill en 1820.
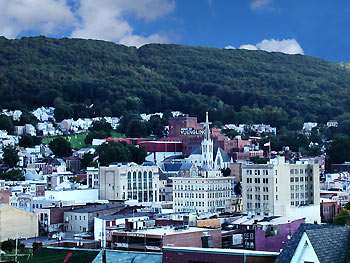
Pottsville.
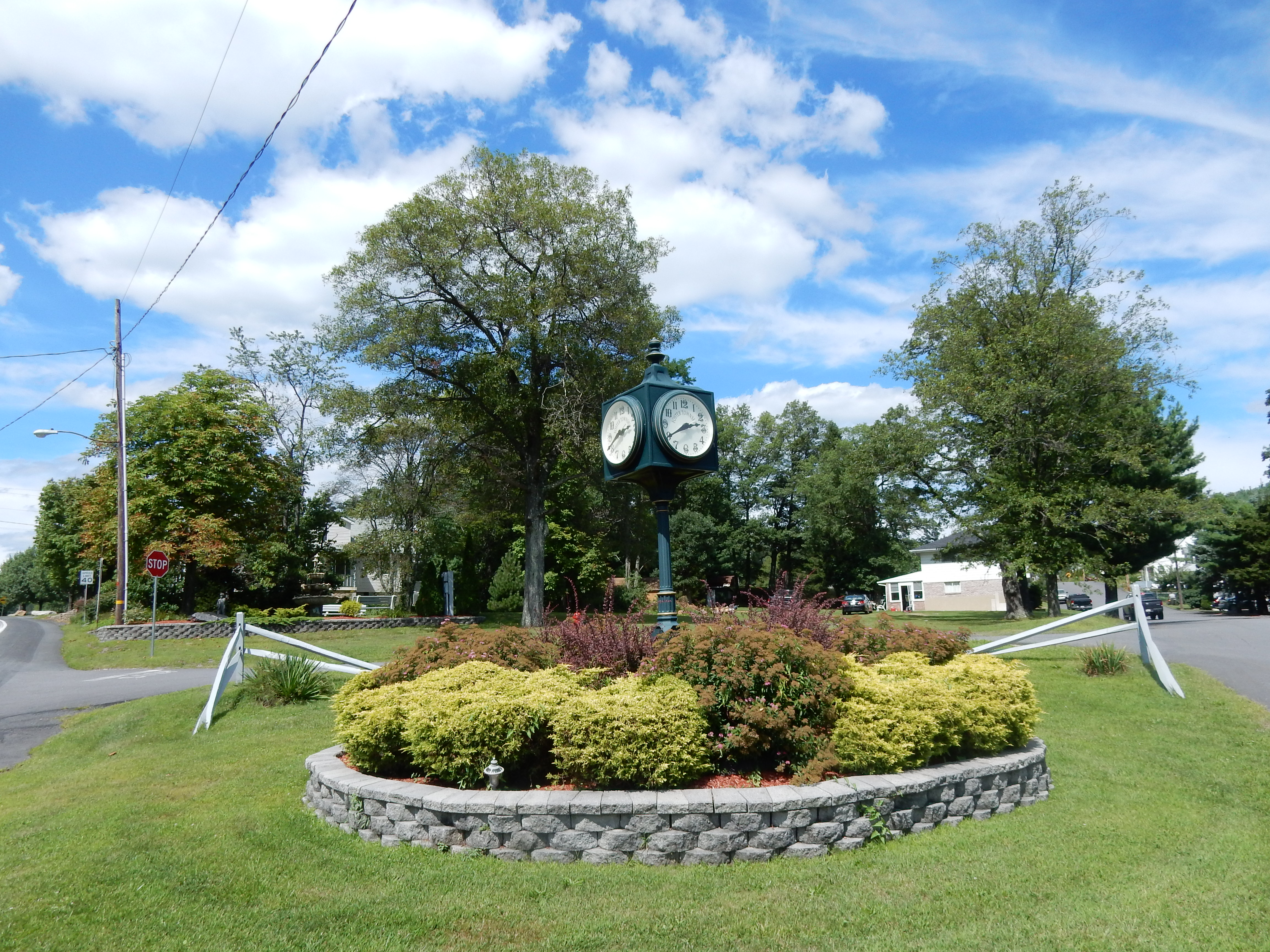
Buck Run.
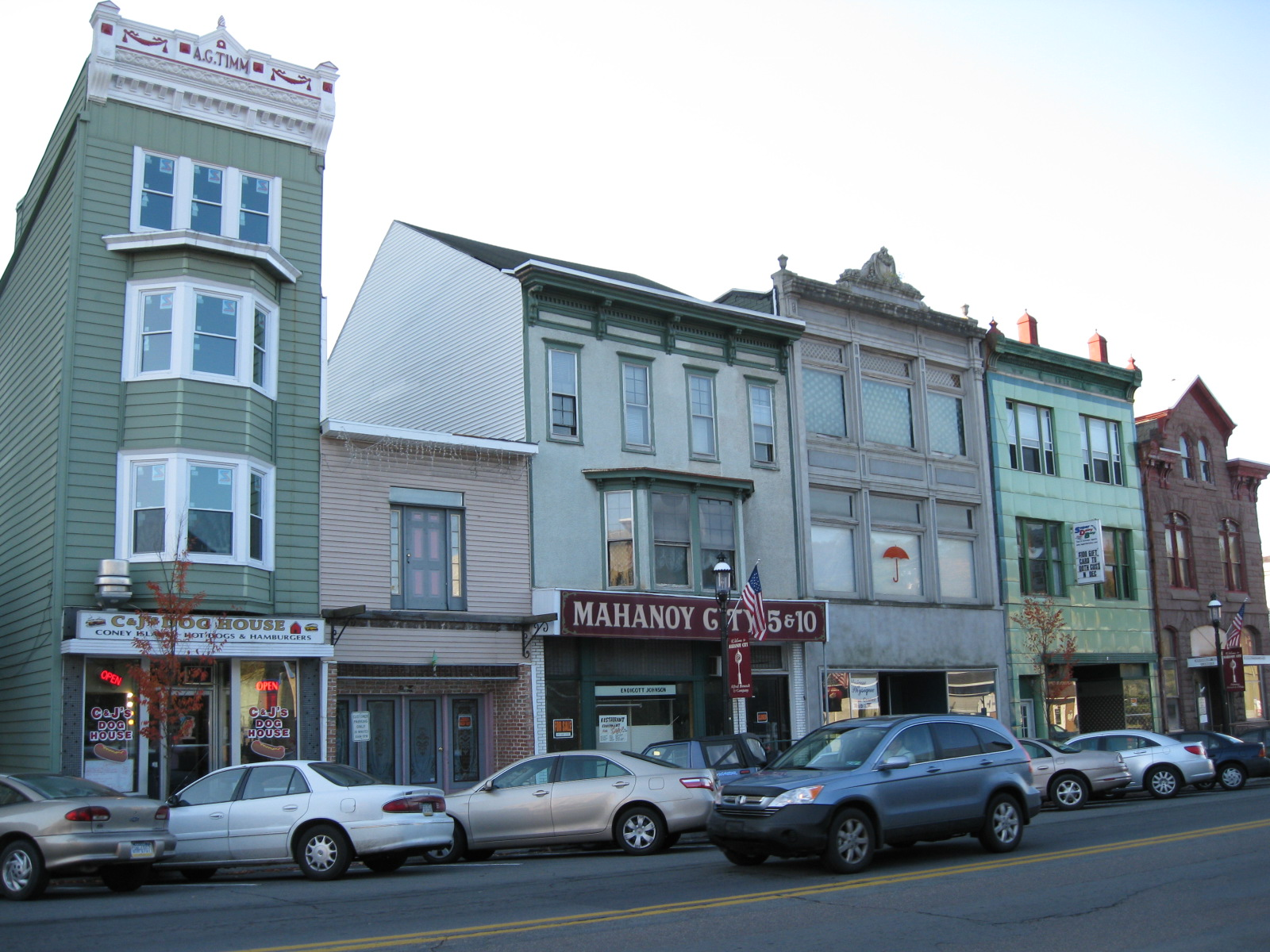
Mahanoy City.